# 2019年提前國會大選法令
《2019年提前國會大選法令》（英語：Early Parliamentary General Election Act 2019；c. 29）是英國國會一條已失效的法令，旨在制定條文，讓國會大選提前至2019年12月12日舉行。
下議院透過快速程序審議該法令，在2019年10月29日一日內完成所有程序。上議院則在同日首讀，翌日完成餘下程序。最後在10月31日御准通過，繼而成法生效。
2011年起的英國大選均按照《2011年定期國會法令》而定，即每五年舉行選舉。除非下議院以三分二絕大多數通過決議，或通過對政府的不信任动议且14天內沒有政府能通過信任動議，否則選舉不會提前進行。但本法令不僅只需簡單過半數就可以通過而提前大選，而且繞過了一般的選舉法，因而令其成為一條不尋常的憲制立法，也令到2019年大選是首次繞過一般選舉法而進行。
法令在選舉結束後自動失效。

## 背景
2019年10月26日，自由民主黨和蘇格蘭民族黨提出在下議院動議提前大選至同年的12月9日，但被鲍里斯·约翰逊政府以「把戲」為由拒絕，並決定在10月28日表決是否按照定期國會法提前大選。
早在九月的時候，下議院已兩度表決提前大選，但因不過三分二門檻而被否決。當時政府表示若第三度被否決後，當局會考慮其他選項。最後下議院第三次否決提前大選。
10月29日，首相約翰遜在下議院動議一條新的選舉法案，繞過定期國會法，而提前大選至2019年12月12日星期四，法案通過的門檻降低至只需簡單過半數。修改選舉日期的多項修正案被否決後，下議院以438票對20票，大比數通過法案。
| 提前國會大選法令（三讀） |          |                |
| 投票日期                 | 投票日期 | 2019年10月29日 |
|                          | 贊成     | 438 / 639      |
|                          | 反對     | 20 / 639       |
|                          | 棄權     | 181 / 639      |
| 資料來源：CommonsVote    |          |                |

## 文本
法案只有兩部，重點條文載列第1(1)條和第1(2)條：

- (1) 法案獲通過後將提前國會大選至2019年12月12日。
- (2) 根據2011年定期國會法第2(7)條，當日被視為投票日。

本法案只是繞過而沒有修訂定期國會法。根據該法，下次大選將會在2024年5月2日舉行。

## 結果

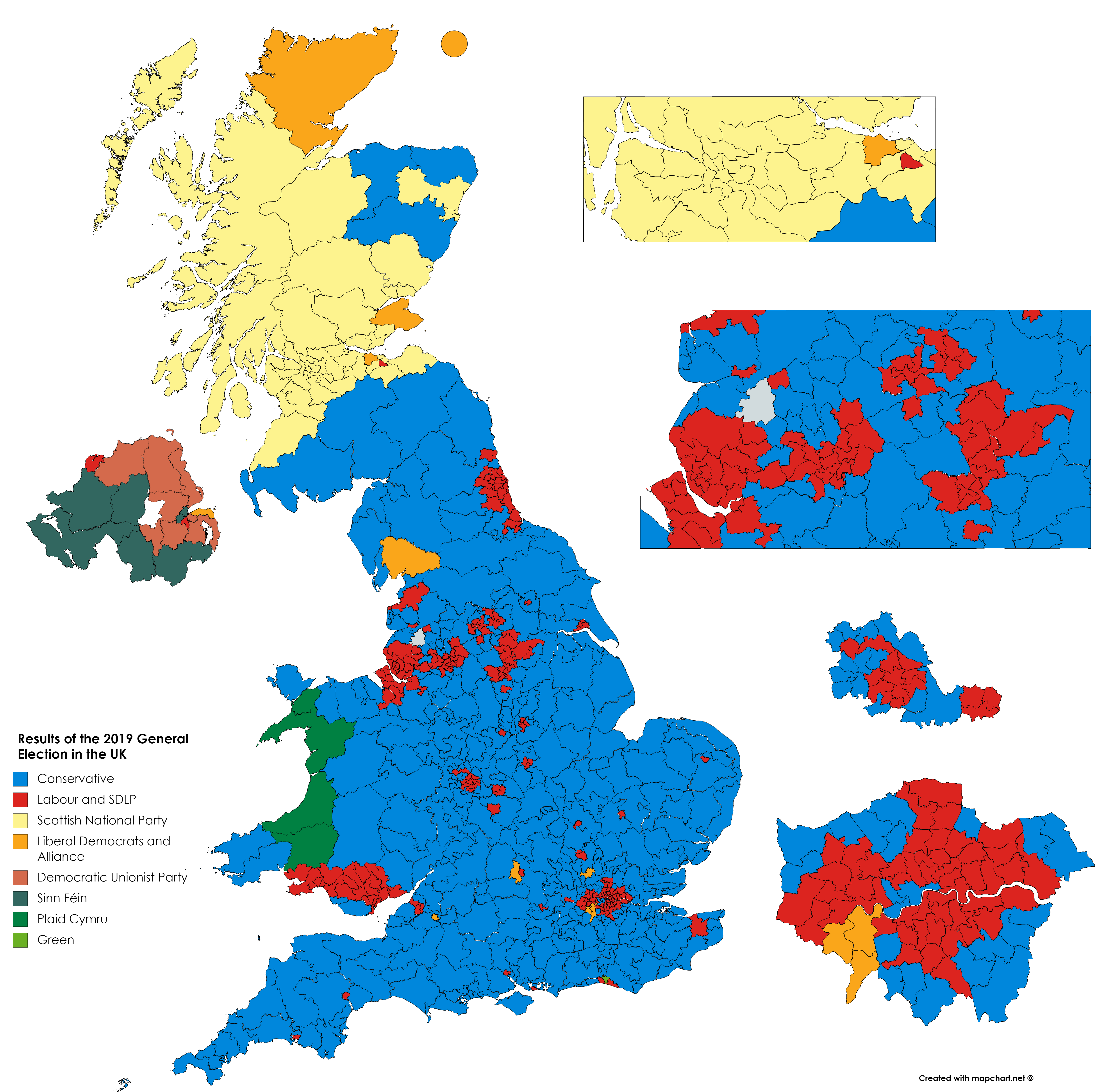
2019年英國大選650個國會選區的結果

選舉最終令約翰遜領導的保守黨取得80席優勢，共奪365席，比選前增加48席。至於傑瑞米·柯賓的工黨則大敗，失去60席而僅得202席，促使郝爾彬引咎請辭。
| 政黨             | 政黨               | 議席 | 變動   |
| ---------------- | ------------------ | ---- | ------ |
|                  | 保守黨             | 365  | ▲ 48   |
|                  | 工黨               | 202  | ▼ 60   |
|                  | 苏格兰民族党       | 48   | ▲ 13   |
|                  | 自由民主黨         | 11   | ▼ 1    |
|                  | 威爾士黨           | 4    | ━      |
|                  | 英格蘭和威爾斯綠黨 | 1    | ━      |
|                  | 脫歐黨             | 0    | 新政黨 |
|                  | 无党籍             | 19   | ━      |
| 保守黨得80席優勢 |                    |      |        |

## 外部鏈結
- . Legislation.gov.uk.   [2019-11-02]. （原始内容存档于2022-04-26）.